# Rinaldo Rinaldi
Rinaldo Rinaldi (13 de abril de 1793 - 28 de julio de 1873) fue un escultor italiano.

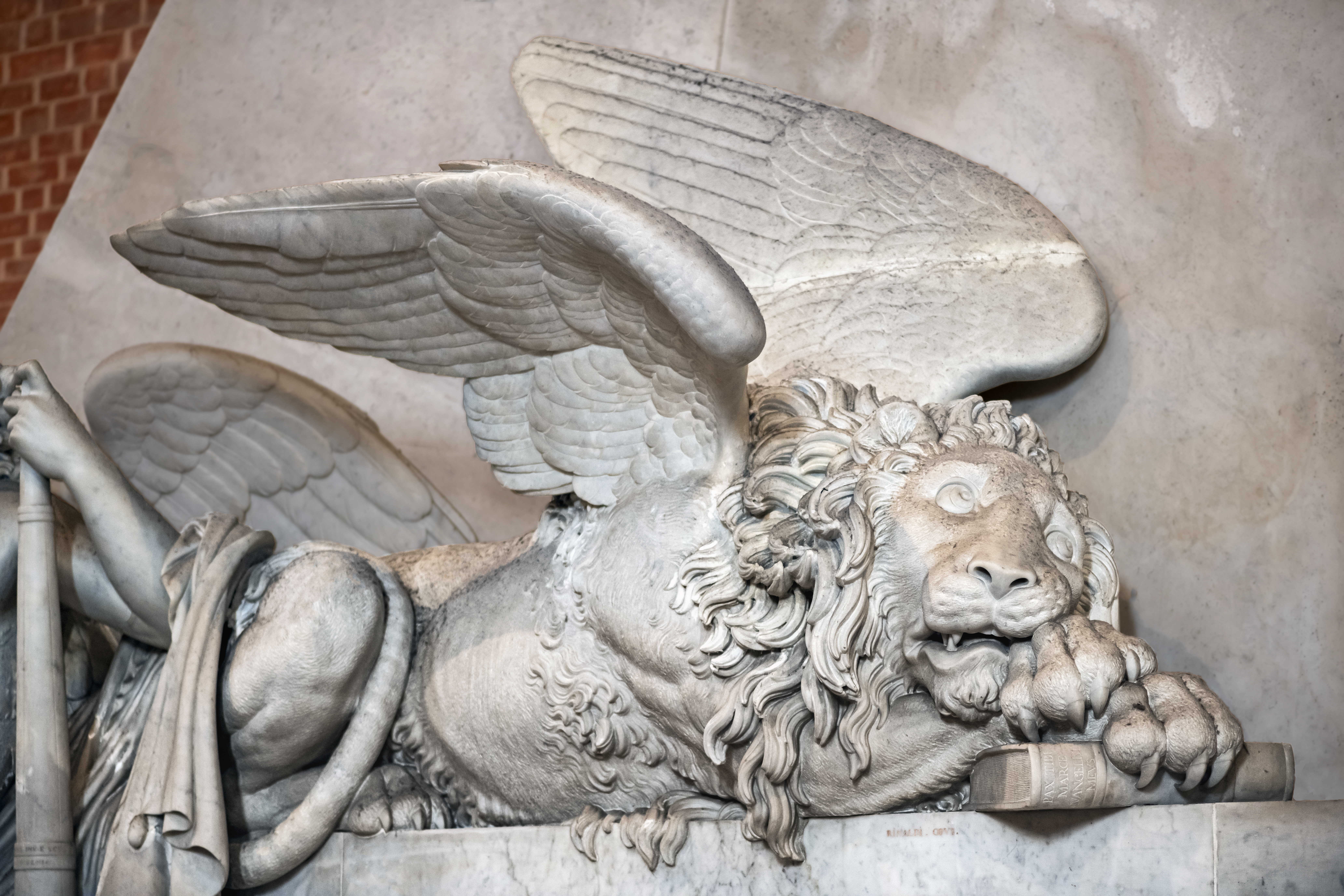
Monumento a Canova - El León de Venecia en una pose triste

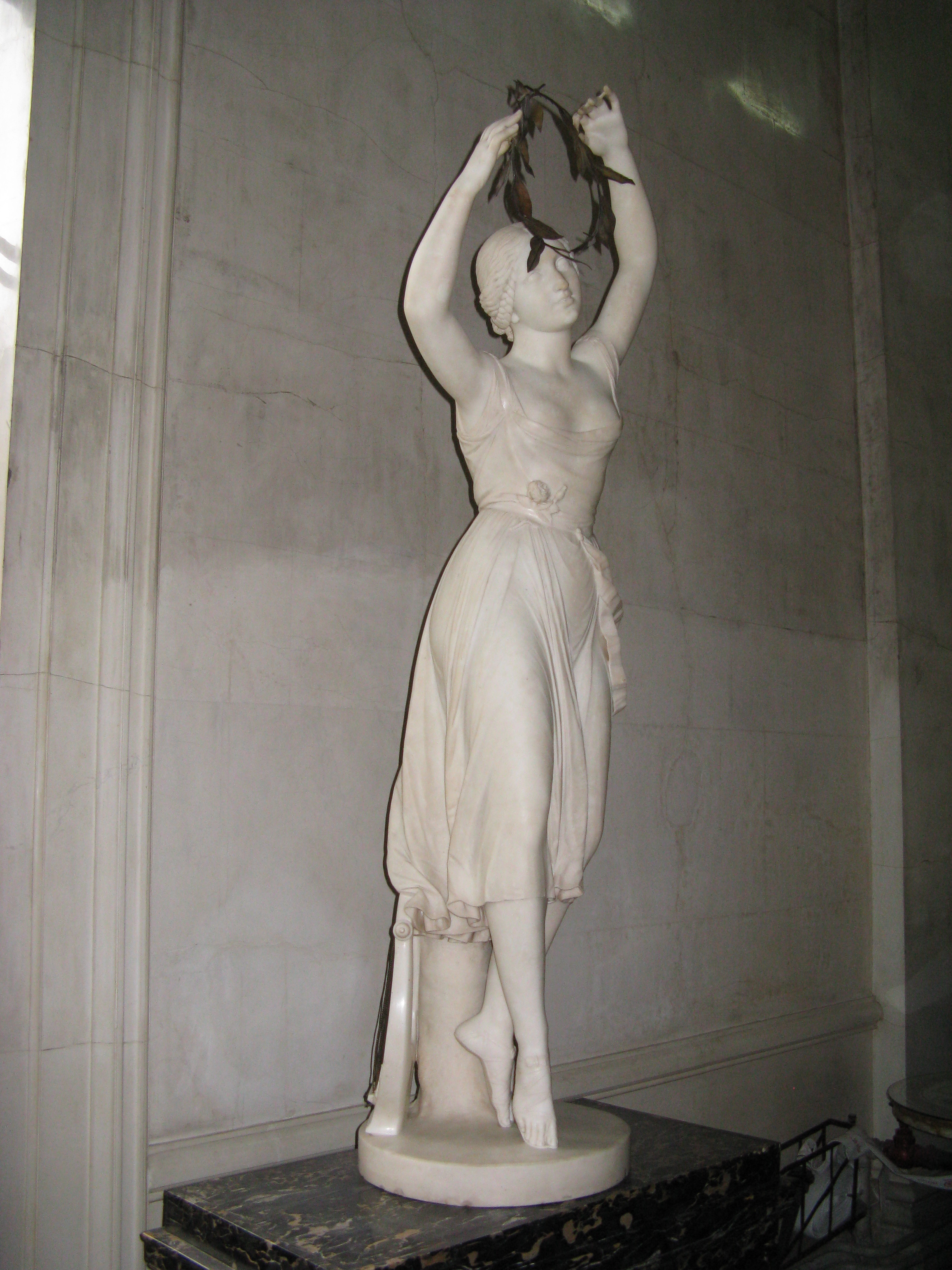
Dancer, Hermitage San Petersburgo

## Biografía
Nació en Padua. Sus padres fueron Teresa dei Conti Pisani y Domenico. A la edad de ocho años aprendió de su padre el oficio del tallado en madera. A la edad de 14 años, comenzó a tallar en piedra. A los 18 años, fue enviado a estudiar en la Accademia di Belle Arti en Venecia con Leopoldo Cicognara y Matteini. Un año después, recibió un estipendio para trabajar en Roma, donde se convirtió en alumno de Canova en esa ciudad. Después de la muerte de su maestro, Rinaldi intentó ocupar el mismo estudio que Canova había utilizado durante 30 años. En 1849 se unió al concejo municipal de la breve República Romana. Después de la restauración papal, fue encarcelado brevemente. 
Completó el Monumento a Pietro Fortunato Calvi, uno de los mártires de Belfiore, inaugurado en 1872 en Noale cerca de la torre de la Torre del Reloj. Se convirtió en decano de la Accademia di San Luca en Roma. Se convirtió en miembro honorario de la Accademia di Belle Arti de Venecia en 1823, de la Academia de Roma en 1823, y de Virtuosi del Panteón en 1832, de la Academia de Bellas Artes de Filadelfia en 1863. Pío IX lo condecoró con la Orden de San Gregorio y el Rey Vittorio Emanuele II lo nombró caballero de la Orden de la Corona de Italia. Murió en Roma.

## Obras
Entre sus obras se encuentran:
- Erminia
- Moïse d'après Michel-Ange
- Armida
- La Ninfa Egeria
- Penélope che consegna ai Proci l'arco di Ulisse
- Ulisse reconocido por su perro
- Metabo, rey de los volscos, consacra Camilla sulle sponde dell'Amaseno
- Casandra
- Grupo de Vergini
- Justicia y paz
- Cerere che insegna a Tirotolemo l'uso dell'aratro
- Resurrección
- Eva y Abel
- Tiempo perdido
- Tiempo ganado
- Cripta de Bernardo O'Higgins